# Résolution 1193 du Conseil de sécurité des Nations unies
Membres permanents
- Chine
- États-Unis
- France
- Royaume-Uni
- Russie

Membres non permanents
- Bahrain
- Brésil
- Costa Rica
- Gabon
- Gambie
- Japon
- Kenya
- Portugal
- Slovénie
- Suède

Résolution no 1192 Résolution no 1194
La résolution 1193 du Conseil de sécurité des Nations unies fut adoptée à l'unanimité le 28 août 1998. Après avoir rappelé la résolution 1076 (de 1996) relative à l'Afghanistan, le Conseil a examiné la détérioration de la situation politique, militaire et humanitaire en Afghanistan pendant la guerre civile en cours dans le pays.
Dans le préambule de la résolution, le Conseil s'est déclaré préoccupé par l'escalade du conflit afghan en raison d'une offensive des talibans dans le nord du pays, qui menaçait la paix et la sécurité internationales, et provoquait le déplacement d'un grand nombre de personnes et de réfugiés. Il était également préoccupé par la nature de plus en plus ethnique et religieuse du conflit, en particulier contre les chiites. Malgré les appels lancés par les Nations unies pour que les interventions étrangères en Afghanistan cessent, les ingérences se sont poursuivies, y compris l'implication de personnel militaire étranger en plus de la fourniture d'armes et de munitions à toutes les parties du pays.
La crise humanitaire en Afghanistan a également inquiété le Conseil de sécurité, qui a déploré les mesures prises par les talibans qui ont forcé l'évacuation du personnel humanitaire des Nations unies du pays. Le Conseil s'est également déclaré préoccupé du kidnapping du consul général iranien et du sort de plusieurs ressortissants iraniens portés disparus. Il demeure également préoccupé par la détérioration de la situation en matière de sécurité, la présence de terroristes, le trafic de drogue, la discrimination à l'égard des filles et des femmes et par d'autres violations des droits de l'homme et du droit international humanitaire en Afghanistan.
Le Conseil de sécurité a réaffirmé que le conflit ne pouvait être réglé que par des moyens pacifiques et a exigé que toutes les factions afghanes cessent de se battre et travaillent ensemble en vue d’établir un gouvernement pleinement représentatif qui protégerait les droits des Afghans. Les attaques contre le personnel des Nations unies qui ont fait des victimes au sein du Programme alimentaire mondial et du Haut Commissariat des Nations unies pour les réfugiés sur le territoire des talibans, et l'enlèvement du consul général d'Iran à Mazâr-e Charîf ont tous deux été condamnés. Tous les groupes doivent veiller à ce que les secours humanitaires puissent être livrés conformément aux obligations au titre des Conventions de Genève.
Le Secrétaire général Kofi Annan a été prié de poursuivre ses enquêtes sur les allégations d’assassinats massifs de prisonniers de guerre et de civils, de déplacements forcés à motivation ethnique et d’autres cas de persécution. Il était également tenu de tenir le Conseil informé de la situation en Afghanistan. Enfin, les factions afghanes ont été instamment priées de mettre fin à la discrimination à l’égard des filles et des femmes, de respecter les droits de l’homme, de cesser de soutenir les terroristes et de mettre fin aux activités liées aux trafics drogues.